# Olearia oppositifolia
Olearia oppositifolia là một loài thực vật có hoa trong họ Cúc. Loài này được (F.Muell.) Lander mô tả khoa học đầu tiên năm 1991.